# Tuần lễ Vàng (Nhật Bản)
Tuần lễ Vàng (ゴールデンウィーク Golden Week, viết tắt GW) là một tuần lễ trong năm từ ngày 29 tháng 4 đến đầu tháng 5, trong đó có một số ngày lễ của Nhật Bản.

## Các ngày lễ được kỷ niệm
- 29 tháng 4
  - Tiết Thiên hoàng (天長節 Tenchō Setsu?), 1927-1948
  - Sinh nhật Thiên hoàng (天皇誕生日 Tennō Tanjōbi?), 1949-1988[2]
  - Ngày Xanh (みどりの日 Midori no Hi?), 1989-2006[3]
  - Ngày Chiêu Hòa (昭和の日 Shōwa no Hi?), 2007-nay[3]
- 3 tháng 5
  - Ngày kỷ niệm Hiến pháp (憲法記念日 Kenpō Kinenbi?)
- 4 tháng 5
  - Ngày lễ Quốc dân (国民の休日 Kokumin no Kyūjitsu?), 1985-2006
  - Ngày Xanh (みどりの日 Midori no Hi?), 2007-nay[3]
- 5 tháng 5
  - Ngày Thiếu nhi (こどもの日 Kodomo no Hi?), cũng có tên là Ngày của bé trai (端午の節句 Tango no Sekku?).

Lưu ý rằng "Kokumin no kyūjitsu" hoặc "Ngày lễ Quốc dân" là một thuật ngữ chung cho bất kỳ ngày lễ chính thức nào. Cho đến năm 2007 thì ngày 4 tháng 5 vẫn là một ngày không có tên, nhưng vẫn được tính là một ngày lễ chính thức, vì có một luật chuyển đổi bất cứ ngày nào nằm giữa hai ngày lễ liên tiếp thành một ngày nghỉ lễ mới. Ngày tháng Năm (một lễ hội mùa xuân lớn ở các nước phương Tây, thường rơi vào ngày 1 tháng 5) không phải là một ngày lễ công cộng. Thay vào đó, Nhật Bản có Ngày lễ Cảm tạ Lao động, một kỳ nghỉ với mục đích tương tự. Khi một ngày lễ công cộng rơi vào một ngày Chủ nhật, ngày tiếp theo mà không phải là một ngày lễ sẽ trở thành một ngày nghỉ lễ cho năm đó. Trong một số trường hợp, một ngày lễ bổ sung (振替休日 Furikae Kyūjitsu) sẽ được đặt vào hoặc ngày 30 tháng 6, hoặc ngày 6 tháng 5, bất kỳ ngày lễ nào của Tuần lễ Vàng rơi vào Chủ nhật; năm 2012, 2013, 2014, và 2015 đã có các ngày lễ bổ sung tương ứng cho Ngày Chiêu Hòa, Ngày Thiếu nhi, Ngày Xanh và Ngày kỷ niệm Hiến pháp.

## Lịch sử
Đạo luật Ngày lễ Quốc gia, được ban hành vào tháng 7 năm 1948, đã tuyên bố chín ngày lễ chính thức. Khi mà nhiều người tập trung trong một tuần kéo dài từ cuối tháng 4 đến đầu tháng 5, nhiều ngành công nghiệp giải trí đã trải qua những bước ngoặt trong doanh thu của họ. Ngành công nghiệp điện ảnh cũng không ngoại lệ. Năm 1951, bộ phim Jiyū Gakkō đã đạt được doanh số bán vé cao hơn trong suốt tuần nghỉ lễ này so với bất kỳ thời gian nào khác trong năm (bao gồm dịp mừng năm mới và Obon). Điều này khiến giám đốc điều hành của Daiei Film Co., Ltd. đặt ra tên gọi cho tuần lễ này là "Tuần lễ Vàng" (Golden Week), dựa trên từ tiếng lóng trên sóng phát thanh Nhật Bản "giờ vàng," biểu thị khoảng thời gian có xếp hạng người nghe cao nhất. Vào thời điểm đó, ngày 29 tháng 4 là một ngày lễ quốc gia chào mừng sự ra đời của Thiên hoàng Chiêu Hoà. Sau khi ông qua đời vào năm 1989, ngày này được đổi tên thành "Ngày Xanh" (Greenery Day). Năm 2007, Ngày Xanh được chuyển sang ngày 4 tháng 5, và ngày 29 tháng 4 được đổi tên thành Ngày Chiêu Hoà để tưởng niệm tới cố Thiên hoàng.

## Hoạt động hiện nay
Nhiều công dân Nhật dành thời gian nghỉ ngơi trong kỳ nghỉ này, và một số công ty đóng cửa hoàn toàn và cho nhân viên nghỉ. Tuần lễ Vàng là kỳ nghỉ dài nhất trong năm cho nhiều người lao động Nhật Bản. Hai kỳ nghỉ lễ khác ở Nhật Bản được tổ chức trong hầu hết hoặc trong cả tuần là dịp Tết mừng năm mới của Nhật Bản vào tháng 1 và lễ hội Obon vào tháng 8. Tuần lễ Vàng là thời điểm phổ biến cho việc du lịch trong kỳ nghỉ lễ. Mặc dù tỷ lệ phục vụ cao hơn một cách đáng kể, các chuyến bay, vé tàu hỏa và khách sạn thường được đặt trước toàn bộ. Các điểm đến phổ biến bao gồm châu Á, Guam, Saipan, và Hawaii, cũng như các thành phố lớn ở bờ Tây khu vực Bắc Mỹ như Los Angeles, Seattle, San Diego, San Francisco, và Vancouver, và một số thành phố ở châu Âu và Australia.